# Liam Palmer
Pour les articles homonymes, voir Palmer.
Liam Jordan Palmer est un footballeur écossais né le 19 septembre 1991 à Worksop.